# Toryt
Toryt jest rzadkim krzemianem toru, który krystalizuje w układzie tetragonalnym. Jest izomorficzny z cyrkonem i hafnonem. Jest najpowszechniejszym minerałem toru i niemal zawsze jest silnie promieniotwórczy. Toryt został odkryty w 1828 roku na norweskiej wyspie Lovo, przez pastora i mineraloga Hansa Thrane Esmarka, który wysłał pierwszą próbkę minerału do swojego ojca, Jensa Esmarka, będącego profesorem mineralogii i geologii. Nazwa minerału, nadana w 1829 roku, odzwierciedla jego dużą zawartość toru.

## Występowanie
Próbki torytu z reguły pochodzą z magmowych pegmatytów, wulkanicznych skał ekstruzyjnych, żył hydrotermalnych i z połączeń ze skałami metamorficznymi. Występuje także w postaci drobnych ziarenek w piaskach detrytustycznych. Kryształy są rzadko spotykane, dobrze ukształtowane krótkie, graniaste kryształy o piramidalnych zakończeniach. Ogólnie występuje z cyrkonem, monacytem, gadolinitem, fergusonitem, uraninitem, itrialitem i pirochlorem.

Toryt obecnie jest ważną rudą uranu. Odmiana torytu, nazywana uranotorytem, jest szczególnie bogata w uran i była ważną rudą uranu w kopalni Madawaska w Bancroft w Kanadzie. Inną odmianą torytu jest między innymi pomarańczowy orangit i kalcytoryt ((Th, Ca2)SiO4*3,5H2O), zawierający śladowe ilości wapnia.

Toryt może być znaleziony w około 660 lokalizacjach niemal na całym świecie, między innymi w Kanadzie, USA, Chinach, Norwegii, Niemczech, Rosji, Brazylii, Australii, Madagaskarze i Szwecji.

## Właściwości

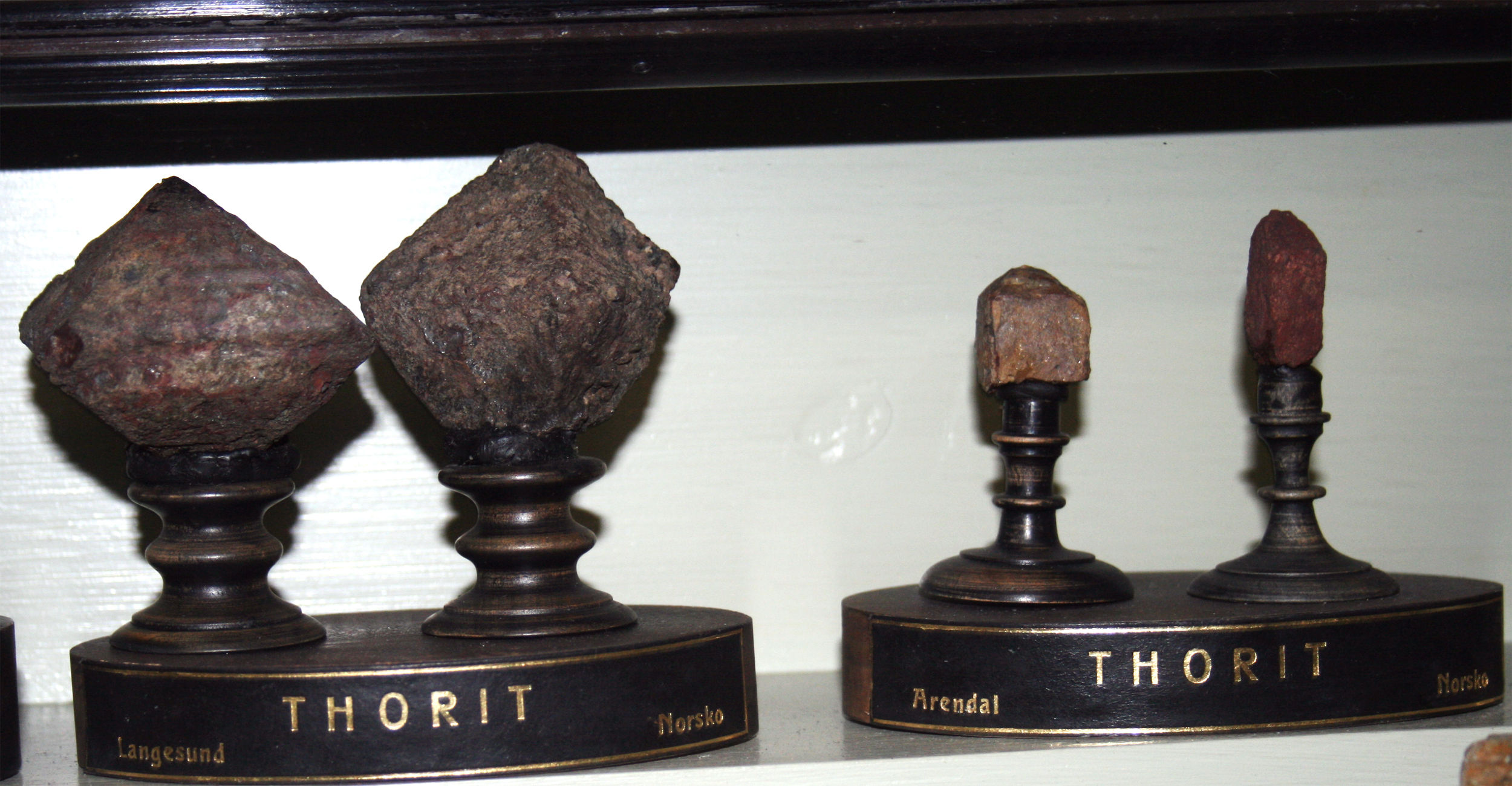
Toryt w Muzeum Narodowe w Pradze

Toryt jest minerałem metamiktycznym i uwodnionym, optycznie izotropicznym i amorficzny. Ze względu na zróżnicowany skład, jego gęstość waha się w przedziale 4,0 do 7,2 g/cm3. Twardość 4,5 w skali Mohsa, o połysku szklistym lub żywicowatym. Koloru zazwyczaj czarnego, ale także ciemnobrązowego, pomarańczowego i ciemnozielonego.

Ze względu na to, że toryt jest minerałem metamiktycznym, jego wewnętrzna struktura krystaliczna na skutek promieniowania może zostać zniszczona, przy zachowaniu jednocześnie postaci zewnętrznej kryształu.